# Elsterwerda
Elsterwerda è una città di 7 847 abitanti del Brandeburgo, in Germania.

Appartiene al circondario dell'Elba-Elster.

## Geografia fisica
Nel territorio comunale di Elsterwerda la Pulsnitz sfocia nella Schwarze Elster.

## Storia
Il 20 settembre 1993 venne annesso alla città di Elsterwerda il comune di Kraupa.

## Società

### Evoluzione demografica
- Sviluppo della popolazione dal 1875 entro gli attuali confini (Linea Blu: Popolazione; Linea puntata: Confronto dello sviluppo della popolazione dello stato del Brandenburgo; Sfondo grigio: Ai tempi del governo nazista; Sfondo rosso: Al tempo del governo comunista)
- Sviluppo recente della popolazione (Linea blu) e previsioni

| Anno | Abitanti |
| ---- | -------- |
| 1875 | 3 193    |
| 1890 | 3 705    |
| 1910 | 7 024    |
| 1925 | 8 359    |
| 1933 | 8 738    |
| 1939 | 9 560    |
| 1946 | 10 966   |
| 1950 | 11 461   |
| 1964 | 11 157   |
| 1971 | 11 443   |
| 1981 | 11 572   |

| Anno | Abitanti |
| ---- | -------- |
| 1985 | 11 517   |
| 1989 | 11 255   |
| 1990 | 11 033   |
| 1991 | 10 947   |
| 1992 | 10 868   |
| 1993 | 10 793   |
| 1994 | 10 726   |
| 1995 | 10 656   |
| 1996 | 10 538   |
| 1997 | 10 442   |

| Anno | Abitanti |
| ---- | -------- |
| 1998 | 10 382   |
| 1999 | 10 334   |
| 2000 | 10 234   |
| 2001 | 9 937    |
| 2002 | 9 911    |
| 2003 | 9 804    |
| 2004 | 9 654    |
| 2005 | 9 456    |
| 2006 | 9 249    |
| 2007 | 9 096    |

| Anno | Abitanti |
| ---- | -------- |
| 2008 | 8 959    |
| 2009 | 8 817    |
| 2010 | 8 694    |
| 2011 | 8 498    |
| 2012 | 8 384    |
| 2013 | 8 287    |
| 2014 | 8 161    |
| 2015 | 8 186    |
| 2016 | 8 118    |
| 2017 | 7 975    |

| Anno | Abitanti |
| ---- | -------- |
| 2018 | 7 856    |
| 2019 | 7 853    |
| 2020 | 7 800    |

Fonti dei dati sono nel dettaglio nelle Wikimedia Commons..

## Amministrazione

### Gemellaggi
- Vreden, dal 1990
- Nakło nad Notecią, dal 1999